# Ioan Petroianu
Ioan I. Petroianu (n. 19 iulie 1889, Câmpulung, Muscel, România – d. 1978) a fost un general român, care a luptat în cel de-al Doilea Război Mondial.
A fost decorat pe 25 noiembrie 1941 cu Ordinul „Steaua României” cu spade, în gradul de Comandor, cu panglică de „Virtutea Militară” „pentru destoinicia de care a dat dovadă în luptele din regiunea Odesei, la pregătirea acțiunii artileriei Corpului I Armată, și curajul cu care a condus grupările de ansamblu în momente grele, sub focul intens al aviației inamice în luptele dela 18-24 august 1941 dela Kagarki și cele din ziua de 3 Septembrie 1941, pentru cucerirea satului Vacariani”.

## Decorații
- Ordinul „Steaua României” cu spade, în gradul de Comandor, cu panglică de „Virtutea Militară” (25 noiembrie 1941)[3]